# Frank Van Massenhove
Frank Van Massenhove (Zerkegem, 10 maart 1954) is een voormalig Belgisch federaal ambtenaar en voormalig voorzitter van het directiecomité Federale Overheidsdienst Sociale Zekerheid.  Hij is met pensioen sinds 1 april 2019.

## Biografie
Van Massenhove volgde humaniora in het Brugse Sint-Franciscus-Xaveriusinstituut en studeerde rechten aan de Rijksuniversiteit van Gent. Hij was kabinetsadviseur van de minister van werkgelegenheid (1990-'95), kabinetschef bij Gents burgemeester Frank Beke ('95-'99) en kabinetschef minister van Sociale Zaken en Pensioenen Frank Vandenbroucke ('99-2002). Hierna werd hij voorzitter van het directiecomité FOD Sociale Zaken. In die rol werd hij in 2007 overheidsmanager van het jaar.
Op 1 september 2013 werd hij na een aanslepende federale benoemingsprocedure verkozen tot gedelegeerd bestuurder van de NMBS. Enkele dagen later besloot hij echter om de functie niet op te nemen om persoonlijke redenen.
Op 27 maart 2019 zei Van Massenhove tijdens een interview naar aanleiding van zijn pensioen als voorzitter van de FOD Sociale Zekerheid dat het land echt slecht bestuurd wordt en dat de samenwerking tussen politiek en overheidsdiensten bijzonder moeizaam verloopt. Hij pleitte voor de afschaffing van bestuurslagen zoals kabinetten omdat die duur en inefficiënt zijn.
Hij was ook bestuurder van Gent Festival van Vlaanderen, Opera Ballet Vlaanderen en de Beursschouwburg.